# Parc de la Valmasque
Le parc de la Valmasque est un parc départemental des Alpes-Maritimes situé sur les communes de Valbonne et Mougins, au coeur de la technopole de Sophia Antipolis.

## Présentation
Il s'étend sur 561 hectares, 302 sur la commune de Valbonne (167 pour le secteur des Clausonnes et 135 pour celui du Fugueiret), et 259 sur la commune de Mougins (154 pour le secteur de Fontmerle et 105 pour celui du Carton).